# Undiscovered (singolo James Morrison)
Undiscovered è il quarto singolo del cantautore inglese James Morrison, pubblicato il 12 marzo 2007. La canzone prende il nome dall'album di debutto del cantautore, Undiscovered.

## Curiosità
La canzone fa parte della colonna sonora del film Lei è troppo per me.

## Tracklist
iTunes UK Download
1. "Undiscovered (Live In Tokyo)" - 3:30

## Classifiche
| Classifica (2007) | Posizione più alta |
| ----------------- | ------------------ |
| Belgio (Fiandre)  | 68                 |
| Belgio (Vallonia) | 63                 |
| Regno Unito       | 63                 |